# Los Tossalets (Castell de Mur)
Los Tossalets és una muntanya de 1.012,2 metres d'altitud situada en el terme municipal de Castell de Mur, dins de l'antic municipi de Mur, al Pallars Jussà.
És a la part occidental del terme, prop del límit amb Tremp. És al nord-oest del poble del Meüll i al sud-est del Tossal de les Barranques. Representa l'extrem de ponent de la Serra del Castell, i es troba al sud-oest dels Plans i al nord-est de les Feixes.